# Cyrillus von Trier
Cyrillus von Trier war seit Anfang der zweiten Hälfte des 5. Jahrhunderts Bischof von Trier. 

## Leben
Eugen Ewig schließt aus dem aus dem Griechischen stammenden Namen des Bischofs auf eine in Trier verbliebene griechisch-orientalische Kolonie. Aus dieser seien Cyrillus und sein Nachfolger Jamblichus hervorgegangen. Andere gehen davon aus, dass die Bischöfe aus der Rhone-Gegend stammten.
Wohl um 446/47 wurde Cyrillus Bischof von Trier. In seine Zeit fällt wohl auch die Zerstörung Triers durch die Hunnen im Jahr 451. Auch die Unruhen in Gallien nach der Ermordung von Kaiser Valentinian III. 455 fallen in diese Zeit.
Es ist überliefert, dass Cyrillus eine Inschrift für die Gründerbischöfe Eucharius und Valerius anbringen ließ. Dabei zeigen Textvergleiche, dass es Beziehungen nach Reims gab. Die Inschrift stand in Verbindung mit der Wiederherstellung einer Kapelle zu Ehren der beiden Gründer. Später ließ er ein neues Oratorium erbauen. Dorthin ließ er die Gebeine der Gründer überführen. Die Bauzeit der Kirche lag zwischen 446/47 und 475/76. Daraus ist später die Benediktinerabtei St. Matthias hervorgegangen. Dort ließ er sich auch bestatten. Die genaue Lage des Grabes ist nicht bekannt.